# Chodorówka Nowa (gromada)
Chodorówka Nowa (pod koniec Nowa Chodorówka) – dawna gromada, czyli najmniejsza jednostka podziału terytorialnego Polskiej Rzeczypospolitej Ludowej w latach 1954–1972.
Gromady, z gromadzkimi radami narodowymi (GRN) jako organami władzy najniższego stopnia na wsi, funkcjonowały od reformy reorganizującej administrację wiejską przeprowadzonej jesienią 1954 do momentu ich zniesienia z dniem 1 stycznia 1973, tym samym wypierając organizację gminną w latach 1954–1972.
Gromadę Chodorówka Nowa z siedzibą GRN w Chodorówce Nowej utworzono – jako jedną z 8759 gromad – w powiecie sokólskim w woj. białostockim, na mocy uchwały nr 22/V WRN w Białymstoku z dnia 4 października 1954. W skład jednostki weszły obszary dotychczasowych gromad Chodorówka Nowa, Krzywa, Dubasiewszczyzna, Chodorówka Stara, Trzyrzecze, Dryga
i Nowe Stojło ze zniesionej gminy Suchowola w tymże powiecie. Dla gromady ustalono 16 członków gromadzkiej rady narodowej.
31 grudnia 1959 do gromady Chodorówka Nowa przyłączono wieś Skindzierz ze zniesionej gromady Zagórze oraz wieś Kizielany ze zniesionej gromady Krasne.
31 grudnia 1961 roku gromadę przyłączono do powiatu dąbrowskiego.
Gromada przetrwała do końca 1972 roku, czyli do kolejnej reformy gminnej.